# イムラ (建設業)
株式会社イムラは、奈良県奈良市に本社を置く、日本の企業。木造住宅事業・リノベーション事業を行っている。

## 概要
1926年に井村義一が奈良県大和高田市で材木商を創業。1947年、井村義将が二代目として家業を継承。材木の販売だけでなく製材業を開始する。
井村義嗣が三代目として正式に家業を継いだ1982年、木造住宅の販売に参入。
1986年、住宅業に転業。1994年本社を奈良県橿原市に移転。（現在の橿原「吉野杉の家」ショールーム）
2000年、川上さぷり（川上産吉野材販売促進協同組合）と“吉野杉で建てる家”を本格的に開始。
橿原展示場（2016年にクローズ）をきっかけに奈良県内だけでなく、大阪府内からも建築の要望がある。
2015年、本社を奈良県奈良市に移転。
2025年、井村真輝が4代目代表取締役社長に就任。
奈良・大阪を中心に関西（一部地域を除く）で奈良県吉野郡川上村産の吉野杉をはじめ珪藻土など自然素材をふんだんに使用した木造注文住宅事業・リノベーション事業を行っている。

## 沿革
- 1926年4月 - 井村義一が大和高田市にて材木商創業[1]
- 1926年10月 - 井村木材店として材木小売業開始
- 1947年4月 - 井村義将が二代目として家業継承。製材機械を購入し、製材を開始
- 1960年10月 - 国産材・外材の大規模製材を開始
- 1982年4月 - 井村義嗣が三代目として家業継承。代表取締役社長に就任
- 1986年10月 -井村木材株式会社設立（ 住宅業に転業）
- 1991年12月 - 井村木材ホーム株式会社に社名変更
- 1994年8月 - 本社を橿原市に移転（現在の橿原　吉野杉の家ショールーム）
- 2000年5月 - 川上さぷり（川上産吉野材販売促進協同組合）と“吉野杉で建てる家”を本格的に開始
- 2002年2月 - 橿原展示場オープン（2016年にクローズ）
- 2004年5月 - 豊中展示場オープン
- 2005年9月 - 年間棟数50棟達成
- 2006年4月 - 株式会社イムラに社名変更
- 2008年4月 - 堺泉北住宅博内モデルハウスオープン（2020年にクローズ）
- 2012年10月 - 関西で初めて、木造住宅合理化システム“長期性能タイプ”認定
- 2012年10月 - “吉野杉で建てる家”お引渡し総数500棟達成
- 2013年10月 - 奈良県より“経営革新計画”承認
- 2015年7月 - 本社として奈良市の現社屋を設立
- 2015年9月 - 「500年の吉野林業を守る！官民一体ビジネスモデル」2015年度グッドデザイン賞受賞
- 2015年10月 - 本社に隣接する平城山パルク展示場オープン
- 2016年3月 - 登美ヶ丘展示場（ABCハウジング奈良・登美ヶ丘住宅公園内）オープン
- 2016年6月 - はばたく中小企業300社に選出
- 2016年9月 - 「木製内部建具[GENPEI]」2016年度グッドデザイン賞受賞
- 2017年4月 -   社有林として川上村東川に4.71haの山林を取得
- 2017年8月 - 「吉野杉の床」2017年度キッズデザイン賞受賞
- 2017年9月 - 「代官屋敷の古民家再生」2017年度グッドデザイン賞受賞
- 2021年3月 - プレジデント社より書籍「関西でしか建てられない吉野杉の家」[2]を出版
- 2023年3月 - 箕面モデルハウス（ABCハウジングウェルビーみのお内）オープン
- 2023年6月 - プレジデント社より書籍「アレルギーケアに！天然由来の可能性が見出された“奇跡の杉”の家」[3]を出版
- 2025年5月 - 井村真輝が四代目代表取締役社長に就任

## 展示場
- 平城山パルク展示場
- 登美ヶ丘展示場（ABCハウジング奈良・登美ヶ丘住宅公園内）
- 橿原　吉野杉の家ショールーム
- 豊中展示場
- 箕面モデルハウス（ABCハウジングウェルビーみのお内）
- 北生駒モデルハウス